# Kleiniella oblongata
Kleiniella oblongata är en insektsart som först beskrevs av Vondracek 1963.  Kleiniella oblongata ingår i släktet Kleiniella och familjen rundbladloppor. Inga underarter finns listade i Catalogue of Life.